# Michel Tremblay
Michel Tremblay, född 25 juni 1942 i Montréal, Kanada, är en roman- och pjäsförfattare. Han räknas som en av 1900-talets viktigaste kanadensiska och franskspråkiga författare.
Tremblay växte upp i ett arbetarklasshem i stadsdelen Plateau Mont-Royal i Montreal, vilket hans litteratur färgats starkt av. 1959 började han studera vid Institut des arts graphiques och började arbeta i tryckeribranschen, i likhet med sin far. Han var linotypeoperatör 1963 till 1966 samtidigt som han skrev sin första pjäs, Le Train. 1966 publicerades hans första roman, Contes pour buveurs attardés. Pjäsen
Les Belles Soeurs, som skrevs 1965, sattes upp för första gången 1968, och ledde till Tremblays genombrott. Les Belles Soeurs räknas som mycket betydelsefull, särskilt i Quebec, bland annat för sin användning av svordomar och av arbetarklassvarianten av Québecfranska, joual. I flera fall förekommer samma karaktärer i Tremblays romaner och hans pjäser.